# Sunnerbo domsagas västra valkrets
Sunnerbo domsagas västra valkrets var vid riksdagsvalen till andra kammaren 1866-1890 samt 1896-1908 en egen valkrets med ett mandat. Vid riksdagsvalet 1893 ingick området i den sammanslagna Sunnerbo härads valkrets. Vid riksdagsvalet 1908 avskaffades valkretsen slutgiltigt och uppgick i Sunnerbo domsagas valkrets.

## Riksdagsmän
- Jöns Persson i Svaneryd, nylib 1868–1870, lmp 1871–1877 (1867–1877)
- Jöns Persson i Grysshult (1878–1882)
- Anders Gustaf Björkman, lmp 1883–1887, gamla lmp 1888–1892 (1883–1892)
- Carl Wilhelm Hultstein, gamla lmp (urtima riksmötet 1892–1893)

Valkretsen upphörde under mandatperioden 1894-1896
- Carl Wilhelm Hultstein, lmp (1897–1902)
- Johan Persson, lmp (1903–1908)

## Valresultat

### 1896
| Andrakammarvalet i Sverige 1896: Sunnerbo domsagas västra valkrets | Andrakammarvalet i Sverige 1896: Sunnerbo domsagas västra valkrets | Andrakammarvalet i Sverige 1896: Sunnerbo domsagas västra valkrets | Andrakammarvalet i Sverige 1896: Sunnerbo domsagas västra valkrets | Andrakammarvalet i Sverige 1896: Sunnerbo domsagas västra valkrets |
| Kandidat                                                           | Kandidat                                                           | Röster                                                             | Röster                                                             | Röster                                                             |
| Kandidat                                                           | Kandidat                                                           | Antal                                                              | %                                                                  | +− %                                                               |
| ------------------------------------------------------------------ | ------------------------------------------------------------------ | ------------------------------------------------------------------ | ------------------------------------------------------------------ | ------------------------------------------------------------------ |
|                                                                    | Carl Wilhelm Hultstein                                             | 253                                                                | 35,3                                                               |                                                                    |
|                                                                    | Närmaste kandidat                                                  | 221                                                                | 30,9                                                               |                                                                    |
|                                                                    | Övriga kandidater                                                  | 242                                                                | 33,8                                                               | —                                                                  |
| Antal giltiga röster                                               | Antal giltiga röster                                               | 716                                                                |                                                                    |                                                                    |
| Kasserade röster                                                   | Kasserade röster                                                   | 8                                                                  |                                                                    |                                                                    |
| Totalt                                                             | Totalt                                                             | 724                                                                |                                                                    |                                                                    |

### 1899
| Andrakammarvalet i Sverige 1899: Sunnerbo domsagas västra valkrets | Andrakammarvalet i Sverige 1899: Sunnerbo domsagas västra valkrets | Andrakammarvalet i Sverige 1899: Sunnerbo domsagas västra valkrets | Andrakammarvalet i Sverige 1899: Sunnerbo domsagas västra valkrets | Andrakammarvalet i Sverige 1899: Sunnerbo domsagas västra valkrets |
| Kandidat                                                           | Kandidat                                                           | Röster                                                             | Röster                                                             | Röster                                                             |
| Kandidat                                                           | Kandidat                                                           | Antal                                                              | %                                                                  | +− %                                                               |
| ------------------------------------------------------------------ | ------------------------------------------------------------------ | ------------------------------------------------------------------ | ------------------------------------------------------------------ | ------------------------------------------------------------------ |
|                                                                    | Carl Wilhelm Hultstein                                             | 289                                                                | 41,3                                                               | ▲6,0                                                               |
|                                                                    | Fredrik Sandberg                                                   | 223                                                                | 31,9                                                               |                                                                    |
|                                                                    | Övriga kandidater                                                  | 187                                                                | 26,8                                                               | —                                                                  |
| Antal giltiga röster                                               | Antal giltiga röster                                               | 699                                                                |                                                                    |                                                                    |
| Kasserade röster                                                   | Kasserade röster                                                   | 2                                                                  |                                                                    |                                                                    |
| Totalt                                                             | Totalt                                                             | 701                                                                |                                                                    |                                                                    |

### 1902
| Andrakammarvalet i Sverige 1902: Sunnerbo domsagas västra valkrets | Andrakammarvalet i Sverige 1902: Sunnerbo domsagas västra valkrets | Andrakammarvalet i Sverige 1902: Sunnerbo domsagas västra valkrets | Andrakammarvalet i Sverige 1902: Sunnerbo domsagas västra valkrets | Andrakammarvalet i Sverige 1902: Sunnerbo domsagas västra valkrets |
| Kandidat                                                           | Kandidat                                                           | Röster                                                             | Röster                                                             | Röster                                                             |
| Kandidat                                                           | Kandidat                                                           | Antal                                                              | %                                                                  | +− %                                                               |
| ------------------------------------------------------------------ | ------------------------------------------------------------------ | ------------------------------------------------------------------ | ------------------------------------------------------------------ | ------------------------------------------------------------------ |
|                                                                    | Johan Persson                                                      | 301                                                                | 48,2                                                               |                                                                    |
|                                                                    | Carl Wilhelm Hultstein                                             | 221                                                                | 35,3                                                               | ▼6,0                                                               |
|                                                                    | Övriga kandidater                                                  | 103                                                                | 16,5                                                               | —                                                                  |
| Antal giltiga röster                                               | Antal giltiga röster                                               | 625                                                                |                                                                    |                                                                    |
| Kasserade röster                                                   | Kasserade röster                                                   | 3                                                                  |                                                                    |                                                                    |
| Totalt                                                             | Totalt                                                             | 628                                                                |                                                                    |                                                                    |

### 1905
| Andrakammarvalet i Sverige 1905: Sunnerbo domsagas västra valkrets | Andrakammarvalet i Sverige 1905: Sunnerbo domsagas västra valkrets | Andrakammarvalet i Sverige 1905: Sunnerbo domsagas västra valkrets | Andrakammarvalet i Sverige 1905: Sunnerbo domsagas västra valkrets | Andrakammarvalet i Sverige 1905: Sunnerbo domsagas västra valkrets |
| Kandidat                                                           | Kandidat                                                           | Röster                                                             | Röster                                                             | Röster                                                             |
| Kandidat                                                           | Kandidat                                                           | Antal                                                              | %                                                                  | +− %                                                               |
| ------------------------------------------------------------------ | ------------------------------------------------------------------ | ------------------------------------------------------------------ | ------------------------------------------------------------------ | ------------------------------------------------------------------ |
|                                                                    | Johan Persson                                                      | 560                                                                | 61,4                                                               | ▲13,2                                                              |
|                                                                    | Eliasson i Markaryd                                                | 243                                                                | 26,6                                                               |                                                                    |
|                                                                    | Övriga kandidater                                                  | 109                                                                | 12,0                                                               | —                                                                  |
| Antal giltiga röster                                               | Antal giltiga röster                                               | 912                                                                |                                                                    |                                                                    |
| Kasserade röster                                                   | Kasserade röster                                                   | 5                                                                  |                                                                    |                                                                    |
| Totalt                                                             | Totalt                                                             | 917                                                                |                                                                    |                                                                    |